# Fußball-Weltmeisterschaft 1998/Saudi-Arabien
Dieser Artikel behandelt die saudi-arabische Fußballnationalmannschaft bei der Fußball-Weltmeisterschaft 1998.

## Qualifikation

### Runde 1
| Taiwan        | - | Saudi-Arabien | 0:2 |
| Malaysia      | - | Saudi-Arabien | 0:0 |
| Bangladesch   | - | Saudi-Arabien | 1:4 |
| Saudi-Arabien | - | Bangladesch   | 3:0 |
| Saudi-Arabien | - | Malaysia      | 3:0 |
| Saudi-Arabien | - | Taiwan        | 6:0 |

### Finalrunde
| Saudi-Arabien | - | Kuwait        | 2:1 |
| Iran          | - | Saudi-Arabien | 1:1 |
| China         | - | Saudi-Arabien | 1:0 |
| Saudi-Arabien | - | Katar         | 1:0 |
| Kuwait        | - | Saudi-Arabien | 2:1 |
| Saudi-Arabien | - | Iran          | 1:0 |
| Saudi-Arabien | - | China         | 1:1 |
| Katar         | - | Saudi-Arabien | 0:1 |

## Saudi-Arabisches Aufgebot
| Nr.               | Name                    | Verein vor WM-Beginn | Geburtstag | Spiele   | Tore     | Gelbe Karte | Rote Karte |
| Torhüter          | Torhüter                | Torhüter             | Torhüter   | Torhüter | Torhüter | Torhüter    | Torhüter   |
| ----------------- | ----------------------- | -------------------- | ---------- | -------- | -------- | ----------- | ---------- |
| 1                 | Mohammad ad-Daʿayyaʿ    | al-Ta'ee             | 02.08.1972 | 3        | 0        | 0           | 0          |
| 21                | Hussein al-Sadiq        | al-Qadisiyah         | 15.10.1973 | 0        | 0        | 0           | 0          |
| 22                | Tisir al-Antaif         | al-Ettifaq           | 16.02.1974 | 0        | 0        | 0           | 0          |
| Abwehrspieler     |                         |                      |            |          |          |             |            |
| 2                 | Muhammad al-Dschahani   | al-Ahli              | 28.09.1974 | 3        | 0        | 0           | 0          |
| 3                 | Mohammed al-Khilaiwi    | al-Ittihad           | 01.09.1971 | 2        | 0        | 0           | 1          |
| 4                 | Abdullah Zubromawi      | al-Ahli              | 15.11.1973 | 3        | 0        | 0           | 0          |
| 5                 | Ahmad Jamil Madani      | al-Ittihad           | 06.01.1970 | 0        | 0        | 0           | 0          |
| 13                | Hussein Suleimani       | al-Ahli              | 21.01.1977 | 3        | 0        | 0           | 0          |
| 17                | Ahmad ad-Duchi          | al-Hilal             | 25.10.1976 | 1        | 0        | 0           | 0          |
| 19                | Abdulaziz al-Janoubi    | al-Nasr              | 21.07.1974 | 0        | 0        | 0           | 0          |
| Mittelfeldspieler |                         |                      |            |          |          |             |            |
| 6                 | Fuad Amin               | al-Shabab            | 13.10.1972 | 3        | 0        | 0           | 0          |
| 7                 | Ibrahim asch-Schahrani  | al-Ahli              | 21.07.1974 | 3        | 0        | 1           | 0          |
| 8                 | Ubaid ad-Dusari         | al-Wahda             | 02.10.1975 | 1        | 0        | 0           | 0          |
| 12                | Ibrahim al-Harbi        | al-Nasr              | 10.07.1975 | 2        | 0        | 0           | 0          |
| 14                | Khalid al-Muwallid      | al-Ahli              | 23.11.1971 | 2        | 0        | 1           | 0          |
| 16                | Khamis al-Dosari        | al-Hilal             | 08.09.1973 | 3        | 0        | 1           | 0          |
| 18                | Nawaf at-Tamyat         | al-Hilal             | 28.06.1976 | 1        | 0        | 0           | 0          |
| 20                | Hamzah Saleh            | al-Ahli              | 19.04.1967 | 3        | 0        | 0           | 0          |
| Stürmer           |                         |                      |            |          |          |             |            |
| 9                 | Sami al-Dschabir        | al-Hilal             | 11.12.1972 | 3        | 1        | 1           | 0          |
| 10                | Said al-Uwairan         | al-Shabab            | 19.08.1967 | 2        | 0        | 0           | 0          |
| 11                | Fahad al-Mehallel       | al-Shabab            | 11.11.1970 | 1        | 0        | 0           | 0          |
| 15                | Yousuf al-Thunayan      | al-Hilal             | 18.11.1963 | 2        | 1        | 0           | 0          |
| Trainer           |                         |                      |            |          |          |             |            |
|                   | Carlos Alberto Parreira |                      | 27.02.1943 |          |          |             |            |

## Spiele der saudi-arabischen Mannschaft

### Vorrunde
- Saudi-Arabien –  Dänemark 0:1 (0:0)

Stadion: Stade Félix Bollaert (Lens)
Zuschauer: 38.140
Schiedsrichter: Javier Castrilli (Argentinien)
Tore: 0:1 Rieper (68.)
- Frankreich –  Saudi-Arabien 4:0 (1:0)

Stadion: Stade de France (Saint-Denis)
Zuschauer: 80.000
Schiedsrichter: Arturo Brizio Carter (Mexiko)
Tore: 1:0 Henry (36.), 2:0 Trezeguet (68.), 3:0 Henry (77.), 4:0 Lizarazu (85.)
- Südafrika –  Saudi-Arabien 2:2 (1:1)

Stadion: Parc Lescure (Bordeaux)
Zuschauer: 31.800
Schiedsrichter: Mario Sánchez Yantén (Chile)
Tore: 1:0 Bartlett (19.), 1:1 al-Dschabir (45.) 11m, 1:2 al-Thunayan (74.) 11m, 2:2 Bartlett (94.+') 11m
Die Gruppe C zeichnete sich durch die souveräne Form des Gastgebers aus. Südafrika und Saudi-Arabien wurden ohne Probleme abgefertigt. Auch die bis zu diesem Zeitpunkt noch schwachen Dänen wurden von den Franzosen in einem spannenden Spiel mit 2:1 bezwungen. Saudi-Arabien konnte wie Kamerun nicht an die Leistung letzter Weltmeisterschaften anknüpfen. Die „Wüstenprinzen“, die 1994 mit attraktivem Fußball und dem Achtelfinaleinzug überrascht hatten, waren eine Enttäuschung.